# 土屋敦博
土屋 敦博（つちや あつひろ、1916年11月23日 - 2002年10月6日）は、日本の保健学者。専門は障害児病理、スポーツ医学。博士（医学）。
長野県上田市出身。日本体育大学(旧制日本体育専門学校)卒業。信州大学教授を経て、長野大学教授。1972年から学長代行を務め、1977年正式に学長を歴任。
その他、1964年から1968年まで長野県サッカー協会会長を歴任。1960年上田市体育協会功労賞受賞。1964年長野県スポーツ協会スポーツ振興功績者有功賞受賞。　　　　　　　　　　　　

## 参考
- 「長野大学三十年誌」 1997年
- 「長野県人物・人材情報リスト」 日外アソシエーツ 2020年